# Violette Braun
Violette Braun (15 september 2006, Straatsburg) is een Franse langebaanschaatsster. Braun was in 2025 in het Noorse Hamar de eerste Française die deelnam aan het WK afstanden. Braun kwam ten val op de massastart, maar werd als 23e geklasseerd. In de geschiedenis van het WK afstanden hadden wel al diverse Franse mannen deelgenomen. Voordat Braun in 2024 overstapte naar het langebaanschaatsen was ze actief in het skeeleren. 

## Records

### Persoonlijke records
| Afstand    | Tijd    | Datum            | Baan       |
| ---------- | ------- | ---------------- | ---------- |
| 500 meter  | 43,56   | 25 oktober 2024  | Inzell     |
| 1000 meter | 1.20,26 | 21 december 2024 | Inzell     |
| 1500 meter | 2.02,23 | 22 december 2024 | Inzell     |
| 3000 meter | 4.10,11 | 1 maart 2025     | Heerenveen |
| 5000 meter | 7.14,21 | 24 januari 2025  | Calgary    |

(laatst bijgewerkt: 21 maart 2025)

## Resultaten
| Jaar | WK Afstanden   |
| ---- | -------------- |
| 2025 | 23e massastart |